# Castillo de Kyalami
El Castillo de Kyalami (en afrikáans: Kyalami Kasteel, en inglés: Castle Kyalami) es un castillo situado en Kyalami en la provincia de Gauteng, al norte de Johannesburgo, Sudáfrica. Anteriormente una atracción turística y hotelera, el castillo fue comprado por un grupo de la Cienciología en marzo de 2008.
El castillo Kyalami fue construido en 1992 por el millonario griego y arquitecto Demos Dinopoulos. Situado en el barrio norte de Johannesburgo de Kyalami, el castillo está situado en un espacio de 22 acres. Con 64 mil pies cuadrados (5.900 m²) tiene un estilo parecido al del castillo del rey Arturo, y contiene un spa, 24 suites, un hotel de lujo, un restaurante , un centro de conferencias y su propio helipuerto.